# Jacqueline Kaufmann-Rochard
Pour les articles homonymes, voir Kaufmann et Rochard.
Jacqueline Kaufmann-Rochard est une historienne française née vers 1915 et morte en 1969.

## Biographie
Née vers 1915, Jacqueline Fernande Françoise Rochard est admise en 1935 à l'École normale supérieure ; elle est ainsi l'une des 41 élèves féminines de l'établissement avant que le concours ne soit interdit aux femmes en 1940.
Elle épouse en 1944 Pierre Kaufmann, son ancien camarade à l'ENS. Ils ont un fils, Jacques Kaufmann.
Elle soutient en 1966, sous la direction de Roger Portal, une thèse de 3e cycle, qu'elle publie en 1969 chez Flammarion sous le titre Origine d'une bourgeoisie russe (XVIe et XVIIe siècles),.
Elle meurt en février 1969.

## Publication
- Origine d'une bourgeoisie russe (XVIe et XVIIe siècles) : marchands de Moscovie, Paris, Flammarion, coll. « Nouvelle bibliothèque scientifique », 1969, 307 p. (BNF 33061320).